# Muzeum Regionalne w Kutnie
W 2023 roku Muzeum Regionalne zostało przekształcone w kompleks muzealny Muzeum Pałac Saski w Kutnie
Muzeum Regionalne w Kutnie (1981–2023) – muzeum położone w Kutnie. Placówka jest miejską jednostka organizacyjną, a jego główną siedzibą jest ratusz w Kutnie.

## Muzeum w Ratuszu
Muzeum powstało w 1981 roku z inicjatywy Komitetu Organizacyjnego pod kierownictwem Henryka Lesiaka. Aktualnie prezentuje dwie stałe ekspozycje:
- „Miasto w czasie i przestrzeni” – wystawa ukazująca historię oraz walory Kutna i okolic poprzez następujące ekspozycje: archeologiczną, przyrodniczą, etnograficzną, religijną (koegzystencja wyznań: katolickiego, judaizmu, protestantyzmu i prawosławia), historyczną (w tym zbiory poświęcone 37 Łęczyckiemu Pułkowi Piechoty oraz biograficzną, związaną z osobą gen. Józefa Hallera,
- „Rzeźba po kutnowsku” – wystawa rzeźby ludowej współczesnych twórców ludowych z okolic Kutna. Ekspozycję cechuje różnorodność tematyczna (sakralna, obyczajowa, historyczna, legendy).

## Muzeum Bitwy nad Bzurą

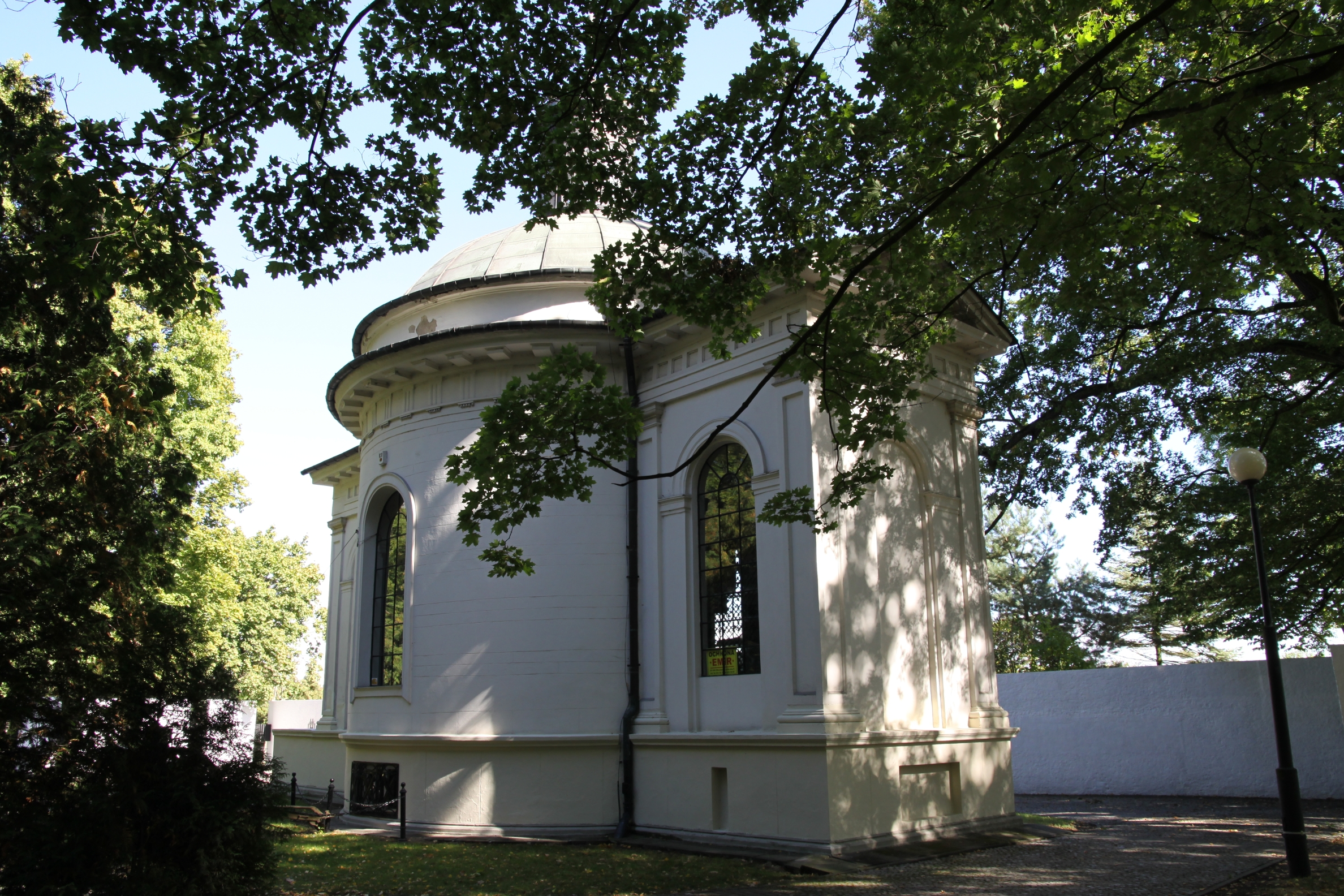
Dawna kaplica pałacowa – siedziba Muzeum Bitwy nad Bzurą

Siedzibą muzeum jest pochodząca z 1840 roku kaplica pałacowa oraz mauzoleum właścicieli Kutna: Walentyny z Gliszczyńskich i Feliksa Mniewskich, położona w Parku Wiosny Ludów. Placówka powstała w 1969 roku. W ramach wystawy prezentowane są pamiątki i eksponaty, związane z bitwą nad Bzurą, stoczoną podczas kampanii wrześniowej w 1939 roku. Wśród zbiorów znajduje się broń, umundurowanie, wyposażenie i odznaki zarówno wojsk polskich, jak i niemieckich. Do ciekawszych eksponatów należą: ciężki karabin maszynowy wz. 30 oraz granatnik wz. 1936. Spora część zbiorów pochodzi ze znalezisk na polu bitwy.
Muzeum tymczasowo nieczynne.